# ヌト (小惑星)
ヌト (306367 Nut) とは、アポロ群に属する地球近傍天体の1つ。仮符号5025 P-L。
名前は古代エジプト神話の天空神、ヌトに因んで命名された。
近日点は金星軌道、遠日点は火星軌道をまたぎ木星軌道付近に達するため、潜在的にこれらの惑星との衝突の危険性がある。近年でそれぞれの惑星に最も接近するのは、地球には2052年11月21日に1180万km(0.0791AU)、金星には2000年6月28日に644万km(0.0431AU)、木星には2128年2月14日に2.49億km(1.6622AU)まで接近する。変わった対象に、小惑星帯で最大の小惑星であるパラスがあり、2104年10月15日に747万km(0.0500AU)まで接近する。